# Queijada
Queijada is een plaats (freguesia) in de Portugese gemeente Ponte de Lima en telt 328 inwoners (2001).